# Rowedota allani
Rowedota allani is een zeekomkommer uit de familie Chiridotidae.
De wetenschappelijke naam van de soort werd in 1912 gepubliceerd door E.C. Joshua.